# Роата Гјо (Кунео)
Роата Гјо је насеље у Италији у округу Кунео, региону Пијемонт.
Према процени из 2011. у насељу је живело 119 становника. Насеље се налази на надморској висини од 541 м.